# Santa Ana (Canelones)
Santa Ana ist eine Ortschaft in Uruguay.

## Geographie
Santa Ana befindet sich auf dem Gebiet des Departamento Canelones in dessen Sektor 8. Der Ort liegt an der Küste des Río de la Plata zwischen dem östlich angrenzenden Argentino und dem westlich anschließenden El Galeón. In einigen Kilometern Entfernung mündet im nördlich Hinterland von Santa Ana der Arroyo Tío Diego in den Arroyo Solís Grande.

## Infrastruktur
Der Ort liegt an der Ruta Interbalnearia, etwa an deren Kilometerpunkt 74.

## Einwohner
Die Einwohnerzahl von Santa Ana beträgt 273 (Stand 2011).
| Jahr | Einwohner |
| ---- | --------- |
| 1963 | -         |
| 1975 | 75        |
| 1985 | 87        |
| 1996 | 143       |
| 2004 | 173       |
| 2011 | 273       |

Quelle: Instituto Nacional de Estadística de Uruguay